# Maria Donaj
Maria Donaj (ur. 1923, zm. 13 stycznia 2008) – polska pedagog, podporucznik Armii Krajowej, sanitariuszka, działaczka podziemia niepodległościowego, uczestniczka powstania warszawskiego, działaczka kombatancka.

## Życiorys
W czasie II wojny światowej, działała pod pseudonimem „Krystyna”, była zarówno łączniczką VI Rejonu „Helenów” i VII Obwodu „Obroża” Armii Krajowej, jak i sanitariuszką w pruszkowskim obozie Durchgangslager 121 oraz w szpitalu na Wrzesinie.
Po zakończeniu wojny zdała maturę i rozpoczęła pracę w charakterze nauczyciela. W latach 1950–1972 uzyskała tytuł magistra biologii i została nauczycielem szkoły średniej. Przez 38 lat zawodowo związana była z XV Liceum Ogólnokształcącym im. Narcyzy Żmichowskiej w Warszawie. Była opiekunem Szkolnego Koła PCK, a także założycielką Szkolnego Koła Przyjaciół Kombatanta oraz Koła Krajoznawczo-Turystycznego.
Równocześnie była aktywną działaczką w środowisku żołnierzy VII Obwodu „Obroża” Armii Krajowej. Jako wiceprezes Zarządu Okręgu Warszawa-Powiat Światowego Związku Żołnierzy Armii Krajowej, zajmowała się działalnością edukacyjno-historyczną. Powołała zespół archiwistek, w skład którego wchodziły łączniczki powstania warszawskiego. Do ich zadań należało zbieranie dokumentów, relacji, przygotowywanie sprawozdań i wykazów żołnierzy z czasów wojny niepodległościowej w latach 1939–1945. Wszystkie dokumenty przekazywano do archiwum państwowego. W ramach tych działań w Archiwum Akt Nowych został utworzony nowy dział dokumentów dotyczący „Czynu Zbrojnego”. Była również opiekunem Koła Światowego Związku Żołnierzy Armii Krajowej nr 5 – Piaseczno „Gątyń”.
W latach 1994–1996 uczestniczyła w pracach Komitetu Redakcyjnego Zeszytów Historycznych pt. Na przedpolu Warszawy.
Została pośmiertnie odznaczona Krzyżem Oficerskim Orderu Odrodzenia Polski.